# ÖFB-Cup 2012-2013
La ÖFB-Cup 2012-2013, ufficialmente ÖFB-Samsung-Cup per motivi di sponsor, è stata la 78ª edizione della coppa nazionale di calcio austriaca. Iniziata il 12 luglio 2012, si è conclusa con la finale del 30 maggio 2013.
La squadra detentrice del trofeo è il Salisburgo. Il FC Pasching, formazione di Regionalliga, ha conquistato il titolo per la prima volta nella sua storia.

## Formula
Da questa stagione la ÖFB-Cup vede competere 64 formazioni. Le 10 squadre di Bundesliga e le 10 di Erste Liga, più 30 squadre di Regionalliga e 13 formazioni provenienti dai campionati regionali.
La competizione è iniziata il 12 luglio 2012 con le partite del primo turno nel quale tutte le 64 squadre sono entrate in gioco. Da qui la competizione prosegue per eliminazione diretta sino alla finale.
Da notare che, a partire da questa edizione, non sarà più possibile iscrivere squadre riserva, in virtù del principio "un club, una squadra".

## Squadre partecipanti

### Österreichische Fußball-Bundesliga

#### Le 10 squadre di Bundesliga
- Admira Wacker M.
- Austria Vienna
- Mattersburg
- Rapid Vienna
- Ried
- Salisburgo
- Sturm Graz
- Wacker Innsbruck
- Wiener Neustadt
- Wolfsberger

#### Le 10 squadre di Erste Liga
- Altach
- Austria Lustenau
- Blau-Weiß Linz
- First Vienna
- Grödig
- Hartberg
- Horn
- Kapfenberger
- Lustenau 07
- St. Pölten

### Regionalliga
- Amstetten
- Floridsdorfer
- Schwechat
- Sollenau
- Stegersbach
- Wiener SK
- Allerheiligen
- Austria Klagenfurt
- Gratkorn
- Grazer AK
- Leoben
- FC Pasching
- SAK Klagenfurt
- Union St. Florian
- Union Vöcklamarkt
- Bregenz
- Hard
- St. Johann
- Parndorf
- WSG Swarovski Tirol
- Villacher SV
- Pinzgau Saalfelden
- Retz
- Ostbahn XI
- Kalsdorf
- Wallern
- Oberwart
- Dornbirn
- Austria Salisburgo
- Kufstein

### Campionati regionali
- Salzburger AK (SFV)
- Spittal/Drau (KFV)
- Wolfurt (VFV)
- Reutte (TFV)
- Schwaz (TFV)
- Gaflenz (NÖFV)
- Ardagger (NÖFV)
- Bad Vöslau (NÖFV)
- Viktoria Vienna (WFV)
- Heiligenkreuz (BFV)
- Deutschlandsberger SC (StFV)
- Rohrendorf (NÖFV)
- Micheldorf (OÖFV)

## Primo turno
Il sorteggio si è svolto il 1º luglio 2012. 
| Squadra 1             | Risultato       | Squadra 2          |
| --------------------- | --------------- | ------------------ |
| 12 luglio 2012        |                 |                    |
| Floridsdorfer         | 0 – 1           | Altach             |
| 13 luglio 2012        |                 |                    |
| Hard                  | 1 – 0           | Schwaz             |
| Gratkorn              | 0 – 0 (4-5 dcr) | Wacker Innsbruck   |
| WSG Swarovski Tirol   | 0 – 1           | Sturm Graz         |
| Deutschlandsberger SC | 1 – 2           | Hartberg           |
| Villacher SV          | 4 – 2           | Rohrendorf         |
| Union Vöcklamarkt     | 3 – 4           | Lustenau 07        |
| Parndorf              | 0 – 3           | Admira Wacker M.   |
| FC Pasching           | 2 – 1           | Austria Salisburgo |
| Kalsdorf              | 3 – 1           | Wallern            |
| Pinzgau Saalfelden    | 0 – 4           | Grödig             |
| Union St. Florian     | 2 – 1           | Blau-Weiß Linz     |
| Amstetten             | 0 – 1           | Schwechat          |
| Salzburger AK         | 0 – 5           | Allerheiligen      |
| Austria Klagenfurt    | 3 – 2           | Horn               |
| Grazer AK             | 3 – 2 (dts)     | First Vienna       |
| Wiener SK             | 0 – 2           | Salisburgo         |
| 14 luglio 2012        |                 |                    |
| Stegersbach           | 3 – 2           | Reutte             |
| Bad Vöslau            | 1 – 0           | St. Pölten         |
| Micheldorf            | 0 – 1           | Viktoria Vienna    |
| SAK Klagenfurt        | 1 – 2           | St. Johann         |
| Gaflenz               | 1 – 2           | Sollenau           |
| Retz                  | 1 – 7           | Austria Lustenau   |
| Oberwart              | 1 – 3           | Austria Vienna     |
| Leoben                | 1 – 3           | Mattersburg        |
| Ostbahn XI            | 1 – 8           | Wolfsberger        |
| LASK                  | 7 – 0           | Spittal/Drau       |
| Bregenz               | 1 – 2           | Kapfenberger       |
| Ardagger              | 2 – 3 (dts)     | Dornbirn           |
| Kufstein              | 1 – 4           | Ried               |
| 15 luglio 2012        |                 |                    |
| Wolfurt               | 2 – 4 (dts)     | Wiener Neustadt    |
| Heiligenkreuz         | 0 – 5           | Rapid Vienna       |

## Secondo turno
Il sorteggio si è svolto il 13 agosto 2012.
| Squadra 1          | Risultato       | Squadra 2        |
| ------------------ | --------------- | ---------------- |
| 24 settembre 2012  |                 |                  |
| Kalsdorf           | 3 – 0           | Hartberg         |
| 25 settembre 2012  |                 |                  |
| Viktoria Vienna    | 3 – 3 (4-1 dcr) | Kapfenberger     |
| Hard               | 0 – 3           | Altach           |
| Stegersbach        | 1 – 3           | Salisburgo       |
| Austria Klagenfurt | 2 – 0 (dts)     | Admira Wacker M. |
| FC Pasching        | 3 – 2 (dts)     | Austria Lustenau |
| Villacher SV       | 3 – 1           | Wiener Neustadt  |
| St. Johann         | 0 – 3           | Lustenau 07      |
| Sollenau           | 1 – 5 (dts)     | Wacker Innsbruck |
| LASK               | 2 – 0           | Grödig           |
| Schwechat          | 0 – 5           | Sturm Graz       |
| Dornbirn           | 2 – 3           | Austria Vienna   |
| 26 settembre 2012  |                 |                  |
| Bad Vöslau         | 2 – 3           | Mattersburg      |
| Allerheiligen      | 1 – 4           | Rapid Vienna     |
| Union St. Florian  | 1 – 1 (5-6 dcr) | Ried             |
| Grazer AK          | 0 – 6           | Wolfsberger      |

## Ottavi di finale
Il sorteggio si è svolto il 30 settembre 2012.
| Squadra 1       | Risultato         | Squadra 2          |
| --------------- | ----------------- | ------------------ |
| 30 ottobre 2012 |                   |                    |
| Sturm Graz      | 1 – 2             | Wacker Innsbruck   |
| Lustenau 07     | 1 – 2             | Wolfsberger        |
| FC Pasching     | 2 – 1             | Austria Klagenfurt |
| LASK            | 2 – 2 (7 – 6 dtr) | Mattersburg        |
| Viktoria Vienna | 0 – 1             | Ried               |
| 31 ottobre 2012 |                   |                    |
| Kalsdorf        | 1 – 3             | Salisburgo         |
| Villacher SV    | 0 – 4             | Austria Vienna     |
| Rapid Vienna    | 4 – 2 (dts)       | Altach             |

## Quarti di finale
Il sorteggio è avvenuto il 4 novembre 2012.
| Squadra 1        | Risultato   | Squadra 2      |
| ---------------- | ----------- | -------------- |
| 16 aprile 2013   |             |                |
| Rapid Vienna     | 0 – 1       | FC Pasching    |
| Wacker Innsbruck | 0 – 3       | Salisburgo     |
| 17 aprile 2013   |             |                |
| Wolfsberger      | 1 – 2       | Austria Vienna |
| Ried             | 2 – 1 (dts) | LASK           |

## Semifinali
| Squadra 1     | Risultato | Squadra 2      |
| ------------- | --------- | -------------- |
| 7 maggio 2013 |           |                |
| Salisburgo    | 1 – 2     | FC Pasching    |
| 8 maggio 2013 |           |                |
| Ried          | 1 – 3     | Austria Vienna |

## Finale
| Arbitro: | René Eisner |

|  |           |             |
|  | Marcatori | 47’ Sobkova |

### Formazioni
| Austria Vienna |    |                    |     |       |
|                |    |                    |     |       |
| POR            | 13 | Heinz Lindner      |     |       |
| TD             | 4  | Kaja Rogulj        | 59’ |       |
| CEN            | 10 | Alexander Grünwald | 65’ |       |
| ATT            | 11 | Tomáš Jun          |     |       |
| DIF            | 14 | Manuel Ortlechner  |     |       |
| ATT            | 16 | Philipp Hosiner    |     |       |
| CEN            | 17 | Florian Mader      | 54’ |       |
| CEN            | 20 | Alexander Gorgon   |     |       |
| TRQ            | 25 | James Holland      | 64’ |       |
| TRQ            | 27 | Emir Dilaver       |     |       |
| ATT            | 30 | Fabian Koch        | 78’ |       |
| A disposizione |    |                    |     |       |
| ATT            | 19 | Marko Stanković    | 78’ |       |
| ATT            | 42 | Roman Kienast      | 65’ |       |
| CEN            | 8  | Tomáš Šimkovič     | 54’ | 90+2’ |
| Allenatore:    |    |                    |     |       |
| Peter Stöger   |    |                    |     |       |

| FC Pasching        |    |                       |     |     |
|                    |    |                       |     |     |
| POR                | 1  | Hans-Peter Berger     |     |     |
| TD                 | 5  | Mark Prettenthaler    | 41’ |     |
| DC                 | 6  | Daniel Kerschbaumer   | 85’ |     |
| DC                 | 11 | Nacho Casanova        |     |     |
| TS                 | 13 | Marco Perchtold       |     |     |
| CEN                | 15 | Martin Grasegger      |     |     |
| CEN                | 16 | Thomas Krammer        | 6’  | 82’ |
| CEN                | 11 | Daniel Sobkova        | 80’ |     |
| TRQ                | 20 | Ivan Kovacec          | 70’ |     |
| ATT                | 21 | Davorin Kablar        |     |     |
| ATT                | 22 | Philipp Schobesberger |     |     |
| A disposizione:    |    |                       |     |     |
| DIF                | 9  | Lukas Mössner         | 82’ |     |
| CEN                | 19 | Stefan Petrović       | 80’ | 87’ |
| CEN                | 8  | Ali Hamdemir          | 70’ |     |
| Allenatore:        |    |                       |     |     |
| Gerald Baumgartner |    |                       |     |     |

## Classifica marcatori
| Gol | Rigori |  | Giocatore         | Squadra          |
| --- | ------ |  | ----------------- | ---------------- |
| 6   |        |  | Rubén Rivera      | Wolfsberger      |
| 5   |        |  | Philipp Hosiner   | Austria Vienna   |
| 4   |        |  | Nacho Casanova    | FC Pasching      |
| 4   |        |  | Tomáš Jun         | Austria Vienna   |
| 4   |        |  | Radovan Vujanovic | LASK             |
| 4   |        |  | Roman Wallner     | Wacker Innsbruck |

## Verdetti
- In UEFA Europa League 2013-2014:  FC Pasching